# Sorcerer (album de Miles Davis)
Pour les articles homonymes, voir Sorcerer.
Albums de Miles Davis Quintet
Miles Smiles Nefertiti
Sorcerer est un album de jazz hard bop du Miles Davis Quintet sorti le 23 octobre 1967.

## Historique
Miles Davis grave deux disques importants en l'espace de deux mois Sorcerer et Nefertiti. La pochette du premier album est ornée du profil de Cicely Tyson, la nouvelle compagne de Miles, qui remplace Frances Taylor sur les couvertures et dans son cœur.
L'album est inventif, et le recours à l'ostinato met en exergue les mouvements improvisés. Sorcerer trouve un prolongement encore plus abouti dans Nefertiti.
L'album présente curieusement un enregistrement de 1962 chanté par Bob Dorough.

## Musiciens
Titres 1 à 6, 8 et 9 : Enregistrés par le Miles Davis Quintet en mai 1967 :
- Miles Davis (trompette),
- Wayne Shorter (saxophone ténor),
- Herbie Hancock (piano),
- Ron Carter (contrebasse) sauf titre 9: Buster Williams,
- Tony Williams (batterie),

Titre 7, Nothing Like You arrangé par Gil Evans, enregistré le 21 août 1962 par :
- Miles Davis (trompette),
- Wayne Shorter (saxophone ténor),
- Frank Rehak (trombone),
- Paul Chambers (contrebasse),
- Jimmy Cobb (batterie),
- Willie Bobo (bongos),
- Bob Dorough (voix).

## Titres
| No | Titre                                          | Musique        | Durée |
| -- | ---------------------------------------------- | -------------- | ----- |
| 1. | Prince of Darkness (enregistré le 24 mai 1967) | Wayne Shorter  | 6:26  |
| 2. | Pee Wee (enregistré le 24 mai 1967)            | Tony Williams  | 4:45  |
| 3. | Masqualero (enregistré le 17 mai 1967)         | Wayne Shorter  | 8:51  |
| 4. | The Sorcerer (enregistré le 17 mai 1967)       | Herbie Hancock | 5:08  |
| 5. | Limbo (enregistré le 16 mai 1967)              | Wayne Shorter  | 7:16  |
| 6. | Vonetta (enregistré le 16 mai 1967)            | Wayne Shorter  | 5:35  |

L'édition CD (1998) est enrichie des trois titres suivants :
| No | Titre                                                                    | Musique                 | Durée |
| -- | ------------------------------------------------------------------------ | ----------------------- | ----- |
| 7. | Nothing Like You (enregistré le 21 août 1962, arrangements de Gil Evans) | F. Landesman-B. Dorough | 1:56  |
| 8. | Masqualero (version alternative enregistrée le 17 mai 1967)              | Wayne Shorter           | 7:03  |
| 9. | Limbo (version alternative enregistrée le 9 mai 1967.)                   | Wayne Shorter           | 5:31  |